# Disturbia (canción)
«Disturbia» es el séptimo sencillo de la cantante barbadense Rihanna (después de «Take a Bow») para la reedición de su tercer álbum de estudio, Good Girl Gone Bad. Es una canción escrita por Chris Brown.
La canción fue producida por Chris Brown y Brian Seals. El video fue dirigido por Anthony Mandler, quien ya ha grabado varios videos anteriores de la artista como «Hate That I Love You», «Don't Stop the Music», entre otros. Mundialmente la canción ha vendido más de 7.5 millones de copias

## Antecedentes
La canción fue escrita originalmente por Chris Brown y su equipo conocido como el Artizts Grafiti y fue considerado para el relanzamiento de su álbum exclusivo. A pesar del título idéntico, la canción no está relacionado con la película Disturbia (2007). Después de terminar la canción, Brown consideró que sería más adecuado para una cantante femenina, que luego se transmitió a Rihanna. Def Jam ha examinado el tema de ahorro para el siguiente álbum de Rihanna en 2009, porque ella ya había grabado «Take a Bow» para el relanzamiento de Good Girl Gone Bad. Sin embargo, Rihanna y su equipo consideraron que la canción fue un verano único y necesario para registrarse y puesto en libertad tan pronto como sea posible. La decisión fue tomada finalmente a lanzar la canción como el seguimiento de «Take a Bow». El 7 de septiembre de 2008, Rihanna abrió los MTV Video Music Awards de 2008 con una presentación en vivo de la canción

## Música y estructura
«Disturbia» es un surco de baile moderadamente rápido de género Dance-Pop y Electropop en la llave de menores con 124 latidos por minuto en B. El ritmo se establece en el tiempo común. abarca vocales como Rihanna van de la nota baja F3 a la nota alta D5. Además, destaca el gran uso del Auto-Tune en la voz de Rihanna a lo largo de la canción.
La palabra «mierda» aparece en el segundo verso, pero hay que señalar que la versión del álbum tiene la palabra censurada por lo que sólo «sh» se escucha. Sin embargo, hay versiones de la canción donde se censura, incluso la parte de «sh» (por ejemplo, la versión en video).
Líricamente, la canción trata de las experiencias de la angustia, ansiedad y confusión, por ejemplo, el grito de terror a inicio de la canción y la parte hablada después de este que dice What's wrong with me?/Why do I feel like this?/I'm going crazy now!, en español, ¿Qúe pasa conmigo?/¿Por qué me siento así?/¡Estoy enloqueciendo!

## Crítica
«Disturbia» recibió comentarios positivos de los críticos contemporáneos. Josh Tyrangiel de The Time felicitó a la canción «Son melodías como pelotas de goma que rebotan alrededor de tu cabeza». Bill Lamb de About.com dio a la pista cuatro estrellas de cinco años. Él lo llamó «el sonido de un éxito inmediato». Cordero llegó a decir que «Disturbia» es una vocal más progresista y segura de Rihanna hasta la fecha, llamada la autoridad de una estrella establecida. About.com más tarde en una lista de las canciones la posicionó en el número dos, detrás de «Umbrella», en su lista 'Rihanna Best Hit Songs' y en el número ocho en su lista de los mejores usos de Auto-Tune en Pop Music. Fletcher Alex de Digital Spy, dijo que a diferencia del habitual comunicado del séptimo sencillo de un artista, «Disturbia» de Rihanna es una prensa fuerte y que demuestra que se está gobernando el 2008 al igual que lo hizo en el 2007. Lo describió como un «divertido electro lleno de ritmos calientes y locos de la voz». Fletcher destacó además de la canción el intro fuerte y dijo que el coro es pegadiza como el «ella» de «Umbrella» consideró. Spence del IGN dijo que la pista tiene una enfermedad infecciosa «Bum-bum-ser-dum-bum-bum que aspira que en el rebote individual electrónico de la canción». Jaime García de Yahoo! Music destacó la canción como un gancho insistente y latido fuerte. Fraser McAlpine de la BBC considera los puntos más el tema de se quejan de Rihanna, la escarcha del coro y el estribillo Eiffel 57. Mickey McMonagle del Sunday E-mail dijo que la canción, mezcla sonidos electrónicos con el R&B contemporáneo que le ayuda a destacarse de Beyoncé Knowles. McMonagle puso que el tema comienza con «una secuencia de piano antes de cambiar discordante en un surco urbano». Joey Guerra del Houston Chronicle dijo que la canción era un tema atractivo del club y un acelerado rock con tintes corte de baile. La canción ganó un premio por Mejor Canción Internacional en los premios NRJ Music Awards 2009 a raíz de una confusión en la que «I Kissed a Girl» de Katy Perry fue pensada originalmente para ganar el premio.

## Presentaciones en vivo
Rihanna utilizó «Disturbia» como la primera representación de los 2008 MTV Video Music Awards inmediatamente después del discurso de apertura de Britney Spears. El formato del vídeo de la música se ha conservado parcialmente, con los bailarines zombis presente con personal de la luz. El rendimiento fue mezclado con las muestras de «Sweet Dreams» de Eurythmics por él, y contenía un descanso en solitario de rock de la canción White Stripes «Seven Nation Army». Escenas eliminadas del video se proyectaron detrás de la cantante.

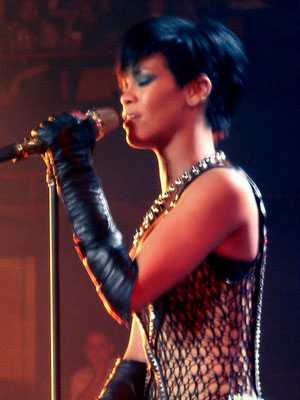
Rihanna cantando «Disturbia» en su gira The Good Girl Gone Bad Tour.

Posteriormente, Rihanna fue entrevistado en GMTV e interpretó la canción de nuevo, así como en una sola noche, esta mañana, y Star Academy en Francia. Tras su actuación en Star Academy de Francia, el álbum se disparó desde el # 43 a # 11 que tenga un incremento de ventas de 211 %, alcanzando el puesto 8 de la semana siguiente, convirtiéndose en el primer álbum de Rihanna para llegar a los 10 en Francia.

## Rendimiento comercial
El 26 de junio de 2008, «Disturbia» debutó en el número dieciocho en el Billboard Hot 100, convirtiéndose en debut más alto de Rihanna en la tabla hasta la fecha, así como su sexto Top 20 de Good Girl Gone Bad. La semana siguiente, la canción subió a la undécima posición, pero disminuyó a quince la semana después, permaneciendo allí por dos semanas adicionales. Sin embargo, la próxima semana después del lanzamiento del video y un enorme incremento en las ventas y la radio, la canción saltó al número cuatro, por lo que la cantante Rihanna fue la séptima mujer (Madonna, Whitney Houston, Donna Summer, Mariah Carey, Beyoncé, Ashanti y los otros seis) para tener dos canciones en el top 5 de forma simultánea, ya que su anterior sencillo, «Take A Bow», fue en el número dos en esa misma semana. También es el sexto sencillo en el Top 5 en el Billboard Hot 100. La semana siguiente, la canción alcanzó el número tres, superando a su otro sencillo de éxito, «Take A Bow». En la semana de éxitos del 23 de agosto de 2008, «Disturbia» noqueó a «I Kissed a Girl» de Katy Perry para convertirse en su cuarto número uno de Rihanna golpeado en el Hot 100 y se aferró el primer lugar durante la semana que finalizó el 30 de agosto. Es su un tercer número uno de Good Girl Gone Bad: Reloaded, después de «Umbrella» y «Take A Bow», permaneciendo en el número uno durante dos semanas. El 29 de julio de 2008, «Disturbia» saltó al número dos de la lista Billboard Hot Digital Songs, superando en la semana siguiente. En la fecha de emisión 6 de septiembre de 2008 la canción fue derribado por «Whatever You Like» de T.I. Asimismo, ha rematado el Pop 100 gráfico golpeando a «Forever» de Chris Brown de la primera posición. Una vez más, reclamó el primer lugar después de ser trasladado hasta el número 2 de «Forever» durante una semana. Para la cuestión de Billboard del 13 de septiembre, «Disturbia» encabezó tanto el Hot Dance Club Songs y Hot Dance Airplay. Rihanna empatado con Madonna para el mayor número uno de Dance Airplay hits, con un total de seis, que fue roto después por Madonna cuando su sencillo «Miles Away» se convirtió en su séptimo número uno Airplay baile de moda. Al 19 de diciembre, «Disturbia» fue certificado de 3x platino por más de 3 millones de ventas digitales por la RIAA. A partir del 27 de febrero de 2009, el sencillo ha pasado más de 36 semanas dentro del Top 40 del Billboard Hot 100, convirtiéndose en más duradero de Rihanna en el Hot 100. Es la primera canción de Rihanna para ir de triple platino, y por lo tanto en todo el mundo su sencillo más vendido. A partir de agosto de 2010, la canción ha vendido 3.960.000 unidades digitales sólo en los EE. UU.
La canción aparece en la lista el número nueve en las canciones del verano de 2008 publicado por la revista Billboard. 
En el Reino Unido, «Disturbia» debutó en el UK Singles Chart en el número cuarenta y siete debido a las ventas digitales. Tras el lanzamiento del video musical la canción volvió a entrar en el gráfico en el número cuarenta y siete de nuevo y subió al número treinta y cuatro y el número nueve en las semanas de proceder. La canción alcanzó el número tres, de las ventas digitales que se limitan a proporcionar a Rihanna su octavo top ten británico. A pesar de que «Disturbia» y no tiene no recibirá una liberación física de la canción resucitó en las listas a partir del número 5 al número 3. Se mantuvo por 11 semanas en el Top 10 del Reino Unido escoge la carta y el récord de la mayor venta de descarga sólo la venta de más de 300.000 descargas individuales. El récord fue batido después de Leona Lewis con su sencillo «Run», pero fue derrotado en diciembre de 2008, por Alexandra Burke por el sencillo «Hallelujah». Con todo, «Disturbia» fue un gran éxito en el Reino Unido, y es probable que haya llegado al puesto 1 si fuera lanzado en formato físico también. Se está trazando que es el tercero más largo de Rihanna en el Reino Unido, donde ha pasado 36 semanas en el top 100, sólo se pasa por dos semanas más que «Don't Stop the Music» y otras 33 semanas con su éxito «Umbrella». «Disturbia» terminó como el más vendido de 2008, solo 13, un lugar por encima de su éxito número 1 «Take A Bow». En suma, de acuerdo a la compañía The Official UK Charts Company, «Disturbia» ha vendido alrededor de 430 mil copias en el Reino Unido, las cuales le convierten en el segundo sencillo más vendido de Rihanna en el estado, después de «Umbrella». En España, «Disturbia» lideró las listas de la emisora de radio más populares, mientras que en el funcionario Spain Singles Chart llegó al número diez y alcanzó platino con ventas a más de 40.000. La canción también fue un gran éxito en Irlanda, donde obtuvo el cuarto puesto durante seis semanas consecutivas y se convirtió en la venta de 18 de mejor sencillo del año, superando una serie de tres hits. En Suiza, la canción alcanzó el puesto número ocho en las descargas. En el Canadian Hot 100, la canción alcanzó el número dos durante cinco semanas. En Nueva Zelanda, «Disturbia» se convirtió en el tercer número uno de Rihanna, y su primero desde «Umbrella». Es su cuarto top 5, y diez quinto hit allí desde Good Girl Gone Bad, ya que «Hate That I Love You» llegó al número seis. Fue certificado Platino el 23 de agosto de 2009, vendiendo más de 15.000 copias. En Australia, ha escalado hasta el número seis. La canción fue la canción más añadido a la radio australiana en su primera semana de lanzamiento de radio. Fue certificado Oro en descargas solo antes de la liberación física semanas más tarde, cuando fue certificado Platino posteriormente. «Disturbia» encabezó el Top 20 de éxitos en Turquía durante nueve semanas consecutivas, la más larga corriendo número uno en 2008 en la carta. El 28 de diciembre de 2008, el UK Singles Chart, esta #18 para el final de la obra gráfica del año. El 7 de enero de 2010, Reino Unido Smashhits canal musical figuran «Disturbi»  en el #3 en «Rihanna: Ultimate 10». «Disturbia» se mantuvo 580 semanas en listas.

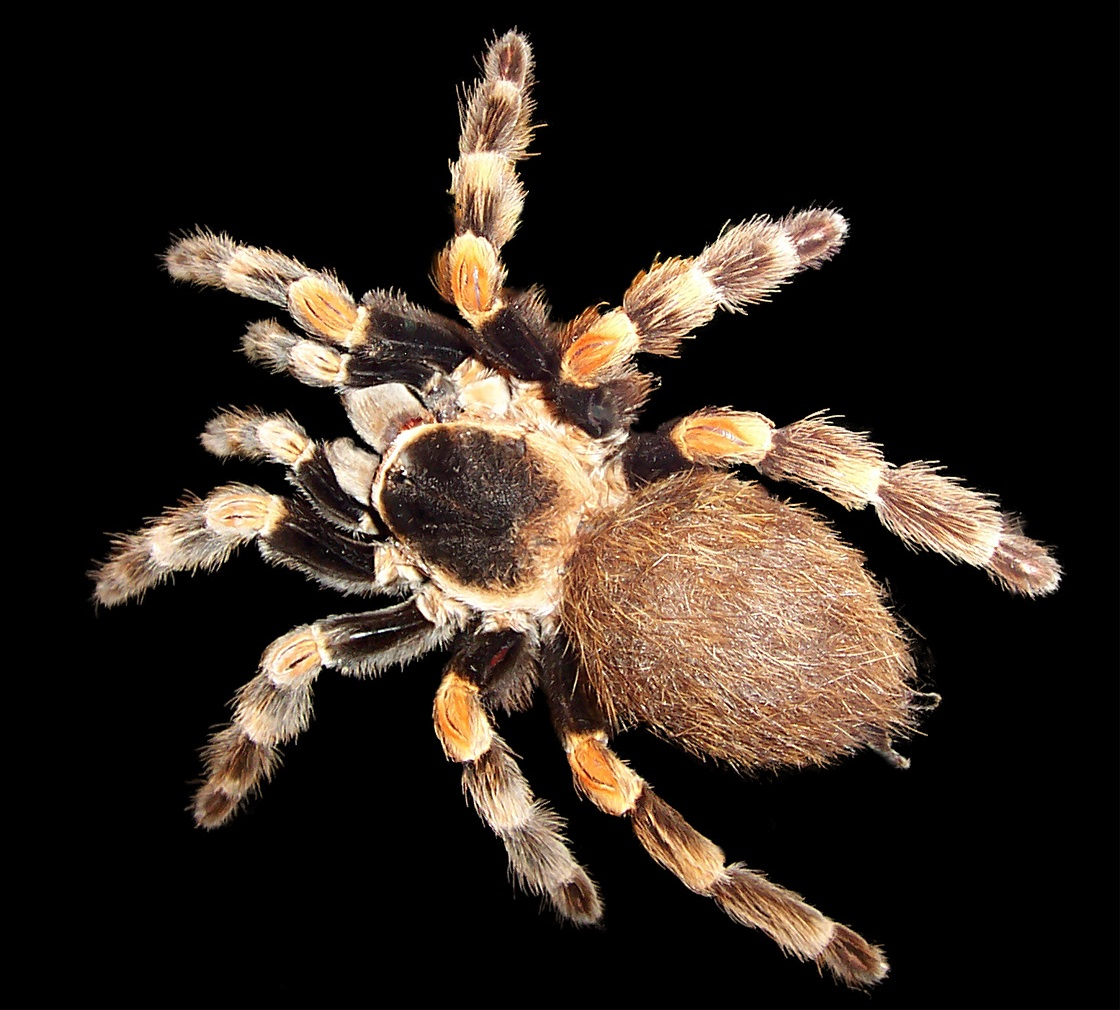
En el video Rihanna usa tarántulas en uno de sus vestuarios.

## Video musical
El video de «Disturbia» fue filmado el 29 de junio de 2008 y fue codirigido por Anthony Mandler, junto con Rihanna. Después de 2007, «Don't Stop The Music», este es el segundo video de Rihanna, que ella misma dirige. Fue coreografiado el video por la coreógrafa tiempo de Rihanna, Tina Landon, quien es conocida por su trabajo con Janet Jackson. El video fue lanzado exclusivamente en iTunes para un período de 48 horas. Se estrenó en TRL de MTV y BET 106 y Park y MuchOnDemand el 24 de julio de 2008, y en VH1 el 26 de julio. Se estrenó en el Reino Unido el 1 de agosto de 2008, pero en el resto de Europa el video debutó el 8 de septiembre, recibiendo de inmediato alta rotación en MTV. Alcanzó el puesto #1 en TRL y MuchOnDemand.
El vídeo comienza en una cámara donde hay tortura surrealista. Se puede ver a Rihanna fumando y al lado de un piano. A medida que la canción comienza se ve a Rihanna enjaulada usando lentes blancos, que la hacen parecer como si sus ojos se hubieran rodado hacia la parte posterior de la cabeza. Las escenas son intercaladas con Rihanna sentada en una cámara de gas, llevando un tocado de plumas. Más tarde se la ve atada a una silla con dificultades para desatarse. En el puente de la canción se lleva a cabo una rutina de baile al estilo de la canción Thriller de Michael Jackson. A partir del 20 de septiembre de 2009, el video oficial había sido visto más de 49 millones de veces en YouTube, con casi otros 40 millones de visitas a través de videos de música duplicados.

## Premios y nominaciones
| Año  | Ceremonia              | Premio                         | Resultado |
| ---- | ---------------------- | ------------------------------ | --------- |
| 2008 | People's Choice Awards | Mejor Canción Pop              | Nominada  |
| 2008 | NRJ Music Awards       | Best International Song        | Ganador   |
| 2009 | Barbados Music Awards  | Video Musical del Año Femenino | Ganador   |
| 2009 | Barbados Music Awards  | Video del Año                  | Nominada  |
| 2009 | Grammy Awards          | Best Dance Recording           | Nominada  |

## Formatos
US/EU CD Single (1787139)
1. «Disturbia» (Album Version) — 3:58
2. «Disturbia» (Instrumental) — 3:58

Australian Disturbia (Craig C's Masters Radio Mix) Single
1. «Disturbia» (Craig C's Másters Radio Mix) - 3:51

12" EU vinyl (TIME 528)
1. «Disturbia» (Jody Den Broeder Remix) — 7:46
2. «Disturbia» (Craig C's Disturbstrumental Mix) — 9:18
3. «Disturbia» (Jody Den Broeder Bum Bum Dub) — 8:16
4. «Disturbia» (Radio Edit) — 3:59

Japanese Digital Single
1. «Disturbia» (Album Version) — 3:58
2. «Disturbia» (Jody den Broeder Radio Edit) — 3:52
3. «Disturbia» (Instrumental) — 3:58

## Listas y certificaciones
| Listas                            | Mejor posición |
| --------------------------------- | -------------- |
| Australian Singles Chart          | 6              |
| German Singles Chart              | 5              |
| Austrian Singles Chart            | 4              |
| Belgium Singles Chart Flanders    | 1              |
| Belgium Singles Chart Wallonia    | 4              |
| Italian Singles Chart             | 14             |
| Norwegian Singles Chart           | 3              |
| Canadian Hot 100                  | 2              |
| Dutch Top 40                      | 10             |
| New Zeland Singles Chart          | 1              |
| Finland Singles Chart             | 2              |
| Ireland Singles Chart             | 4              |
| Slovakia Single Chart             | 7              |
| Czech Republic                    | 10             |
| Swedish Singles Chart             | 4              |
| Spain PROMUSICAE                  | 10             |
| UK Singles Chart                  | 3              |
| US Billboard Hot 100              | 1              |
| US Billboard Pop Songs            | 1              |
| US Billboard Hot Dance Club Songs | 1              |
| US Billboard Hot Dance Airplay    | 1              |
| US Billboard Digital Songs        | 1              |
| US Billboard Radio Songs          | 4              |
| US Billboard Latin Pop Songs      | 33             |
| US Billboard Adult Pop Songs      | 20             |
| European Hot 100 Singles          | 2              |
| Swiss Singles Chart               | 4              |

| 2008                       |    |
| US Billboard Digital Songs | 9  |
| US Billboard Pop Songs     | 7  |
| US Billboard Hot 100       | 14 |
| Brasil Hot 100             | 9  |
| German Singles Chart       | 41 |
| Ireland Singles Chart      | 18 |
| European Hot 100 Singles   | 17 |
| Aurtralian Singles Chart   | 22 |
| Australian Urban Singles   | 16 |
| UK Singles Chart           | 18 |
| Belgium Singles Chart      | 71 |
| Swiss Singles Chart        | 21 |
| New Zeland Singles Chart   | 21 |
| 2009                       |    |
| European Hot 100 Singles   | 49 |
| US Billboard Hot 100       | 77 |
| US Billboard Digital Songs | 66 |
| Canadian Hot 100           | 91 |
| Australian Urban Singles   | 41 |
| Swiss Singles Chart        | 74 |

| Listas (2000-09)                     | posición |
| ------------------------------------ | -------- |
| US Billboard Hot 100 Songs of Decade | 64       |
| US Billboard Digital Songs of decade | 14       |

| País           | Certificación | Ventas Certificadas | Ref.   |
| -------------- | ------------- | ------------------- | ------ |
| Australia      | 3× Platino    | 210 000             | [ 8 ]  |
| Bélgica        | Oro           | 15 000              | [ 9 ]  |
| Dinamarca      | Platino       | 15 000              | [ 10 ] |
| España         | Platino       | 40 000              | [ 11 ] |
| Estados Unidos | 6× Platino    | 6 000 000           | [ 12 ] |
| Nueva Zelanda  | Platino       | 10 000              | [ 13 ] |
| Reino Unido    | Platino       | 600 000             | [ 14 ] |
| Suecia         | Oro           | 20 000              | [ 15 ] |

## Lanzamiento
| Región         | Día                      | Formato          |
| -------------- | ------------------------ | ---------------- |
| Estados Unidos | 17 de junio de 2008      | Radio            |
| Canadá         | 17 de junio de 2008      | Radio            |
| Reino Unido    | 22 de julio de 2008      | Descarga digital |
| Italia         | 22 de septiembre de 2008 | Radio            |
| Europa         | 5 de agosto de 2008      | Radio            |
| Reino Unido    | 16 de octubre de 2008    | Radio            |
| Francia        | 20 de octubre de 2008    | Radio            |
| Japón          | 22 de octubre de 2008    | Radio            |